# Manganistany
Manganistany jsou soli obsahující manganistanový anion MnO -
4 . Vzhledem k tomu, že v nich má mangan oxidační číslo +7, tak se jedná o silná oxidační činidla. Ion má tetraedrickou molekulovou geometrii.
Roztoky manganistanů mívají růžové zabarvení a jsou stabilní v neutrálních až mírně zásaditých prostředích. Konkrétní reakce závisí na přítomnosti organických nečistot a látce, která je oxidována; například 1,1,1-trichlorethan (C2H3Cl3) reaguje za vzniku oxidu uhličitého (CO2), oxidu manganičitého (MnO2), vodíkových kationtů (H+) a chloridových aniontů (Cl−).
8 MnO -
4  + 3 C2H3Cl3 → 6 CO2 + 8 MnO2 + H+ + 4 H2O + 9 Cl−
V kyselém prostředí se manganistany redukují na světle růžové manganaté soli:
8 H+ + MnO -
4  + 5 e− → Mn2+ + 4 H2O
V silně zásaditých roztocích jsou manganistany redukovány na manganany MnO 2-
4 .
MnO -
4  + e− → MnO 2-
4 
V neutrálních roztocích vzniká hnědý oxid manganičitý MnO2.
2 H2O + MnO -
4  + 3 e− → MnO2 + 4 OH−

## Příprava a výroba

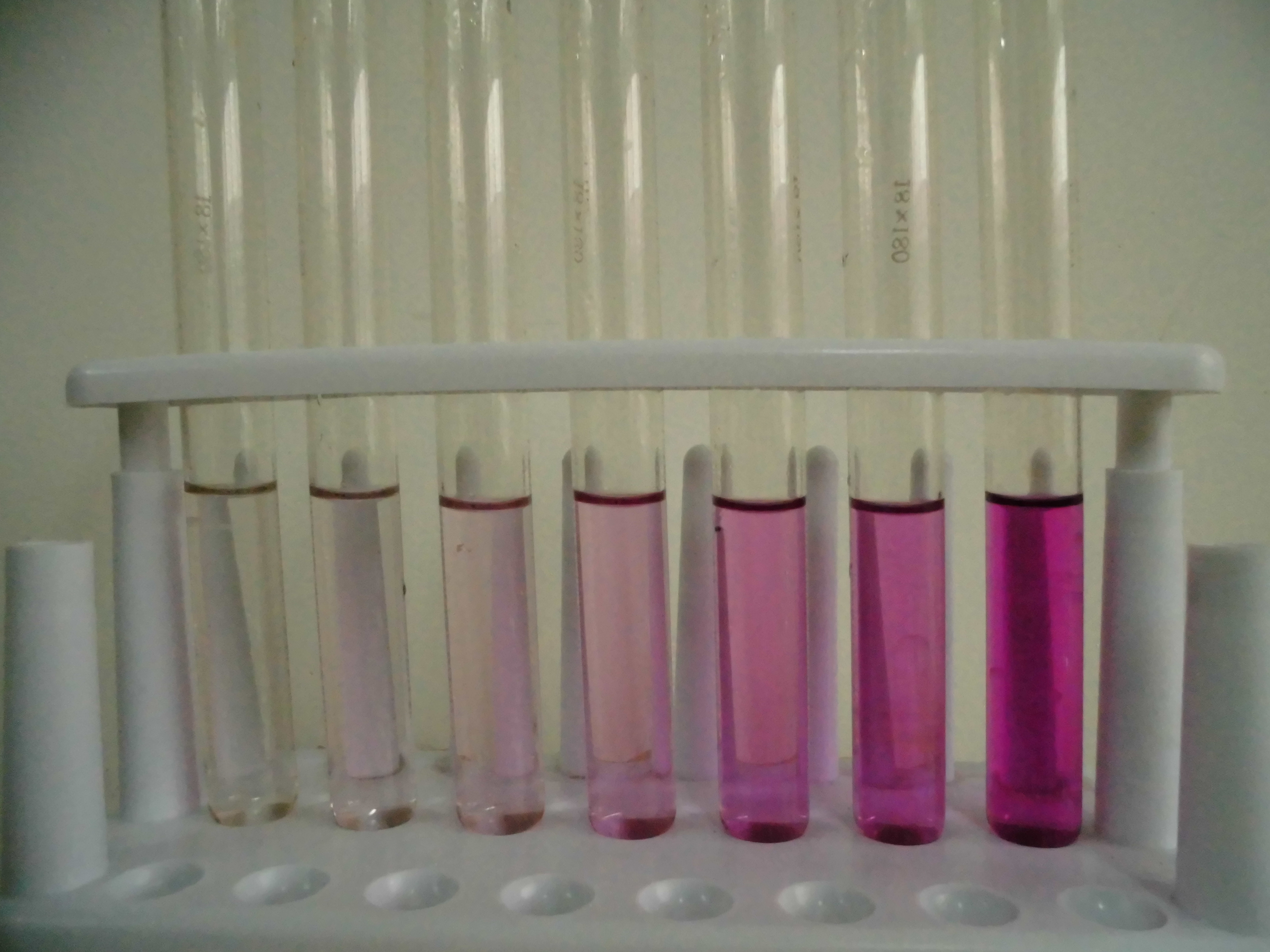
Roztoky manganistanu draselného o různých koncentracích, rostoucích směrem doprava

Manganistany lze připravit oxidací sloučenin manganu, jako jsou chlorid manganatý a síran manganatý, silnými oxidačními činidly, například chlornanem sodným nebo oxidem olovičitým:
2 MnCl2 + 5 NaClO + 6 NaOH → 2 NaMnO4 + 9 NaCl + 3 H2O
2 MnSO4 + 5 PbO2 + 3 H2SO4 → 2 HMnO4 + 5 PbSO4 + 2 H2O
Mohou také vznikat disproporcionací z mangananů, kde se tvoří také oxid manganičitý:
3 Na2MnO4 + 2 H2O → 2 NaMnO4 + MnO2 + 4 NaOH
Průmyslová výroba manganistanů spočívá v elektrolýze nebo vzdušné oxidaci zásaditých roztoků mangananů (MnO 2-
4 ).

## Vlastnosti

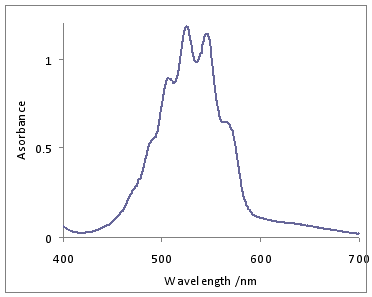
Absorpční spektrum vodného roztoku manganistanu draselného

Manganistany jsou soli kyseliny manganisté. Mívají tmavě fialové zbarvení. Jedná se o silná oxidační činidla, podobná chloristanům, čehož se využívá při manganometrických titracích. Manganistany mohou teoreticky oxidovat vodu, což ale nebývá pozorováno.
Jde o užitečné reaktanty i v organické chemii, které ale nejsou příliš selektivní. Manganistan draselný se používá jako dezinfekce a k úpravě vody v akvakultuře.
Manganistany nejsou příliš tepelně stabilní, například manganistan draselný se rozkládá při 230 °C na manganan draselný a oxid manganičitý za uvolnění kyslíku:
2 KMnO4 → K2MnO4 + MnO2 + O2
Manganistany mohou oxidovat například aminy na nitrosloučeniny, alkoholy na ketony, aldehydy na karboxylové kyseliny, koncové alkeny na karboxylové kyseliny, kyselinu šťavelovou na oxid uhličitý a alkeny na dioly.

## Příklady sloučenin
- Manganistan amonný, NH4MnO4
- Manganistan vápenatý, Ca(MnO4)2
- Manganistan draselný, KMnO4
- Manganistan sodný, NaMnO4
- Manganistan stříbrný, AgMnO4